# Château d'Hérisson
Le château d'Hérisson est un ancien château fort du XIe siècle, remanié à plusieurs reprises, dont les vestiges se dressent sur le territoire de la commune française d'Hérisson dans le département de l'Allier, en région Auvergne-Rhône-Alpes. Il ne subsiste au début du XXIe siècle que des ruines de ce château fort. Une association, « Sauvegarde du château féodal d'Hérisson », travaille à sa restauration, sous le contrôle de l'architecte en chef des monuments historiques. Ses ruines sont classées au titre des monuments historiques.

## Localisation
Les vestiges du château sont situés dans un large méandre de l'Aumance, affluent du Cher, sur une butte rocheuse, sur la commune d'Hérisson, au nord de Montluçon, dans le département de l'Allier. La place-forte permettait aux ducs de Bourbon de gouverner la partie occidentale de leur duché.

## Historique
Le site fut sans doute fortifié dès l'invasion wisigothique. Un premier château est construit en 989[réf. nécessaire] et terminé au XIe siècle. Au XIe siècle, Hérisson appartient aux sires de Bourbon, mais le fief est sous la suzeraineté des comtes de Champagne. Le château primitif comportait un donjon carré et un second plus petit. Le château fort a probablement été commencé par un sire de Bourbon, en un lieu qui surveillait un gué sur la rivière et un carrefour de voies anciennes. Au XIIe siècle, la place est le refuge de pillards. Au XIIIe siècle il devient le siège d'une châtellenie. Il est agrandi et renforcé au XIVe siècle par le duc Louis II de Bourbon. Le château actuel remplace le premier, avec augmentation des défenses par la création de fortifications.
Pendant la Fronde, il est pris par les partisans du prince de Condé, venus du château de Montrond, puis repris par le comte de Saint-Géran, gouverneur du Bourbonnais, fidèle au roi. Sur l'ordre de Mazarin, le château est démantelé à partir de 1652, et il a probablement servi de carrière de pierres aux habitants de la ville.
Le château, qui appartenait à la famille de Condé, passa en 1830 au duc d'Aumale, héritier du dernier prince de Condé. Il fut ensuite vendu à Pierre Simon de Dreux-Brézé, évêque de Moulins, et en décembre 1873 à Maurice d'Irisson. Il fut acheté par la suite par Louis Bignon, restaurateur parisien natif d'Hérisson.
Au milieu du XXe siècle, le château appartenait au Touring Club de France, qui y organisait des fouilles et des chantiers de restauration. Après la liquidation de l'association, en 1983, le château a été acquis par la ville d'Hérisson.
En 2006 la ville en a délégué la restauration et l'entretien à une association (« Sauvegarde du Château féodal de Hérisson » (S.C.H.).) par l'intermédiaire d'un bail emphytéotique de dix ans. Une médaille du château figure sur la coquille de l'épée d'académicien de l'économiste Gaston Leduc, né à Hérisson et élu membre de l'Institut en 1967.

## Description
« Le chastel d'Hérisson est place très forte et de fort belle marque, situé sur un haut rocher près le fleuve d'Œil dans une vallée environnée de montaignes et rochers, concistant ledict chastel en huict belles tours et une neufiesme qui est la plus grande servant de donjon et au-dessus d'une platte forme dans laquelle il a quatre grandes chambres accompaignées de gardes robbes, caves et d'une chapelle, du tiltre de Sainct Ligier, et au dessoubs en la court du donjon un corps de logis à quatre grandes chambres et la maison du geoilier ; au dessoubs du donjon est la basse court, à l'entrée de laquelle y a un revellin et un pont levis et au dedans entre deux portes une grande voulte percée en hault en trois endroicts pour getter pierres et défendre l'entrée et sur icelle y a ung petit jardin et un puis, tout dans la forteresse du donjon lequel est partout environné de machecollis et faulces brayes et basty et édifié de grosses pierres de taille très dure faictes en pointe de diamant ; en la basse court qui est toute ruinée et les murailles qui la séparoient d'avec la ville tumbées, y a une chapelle de Sainct Blaise... »

— Nicolas de Nicolaÿ, Description générale du Bourbonnais en 1569.
Les vestiges actuels se dressent sur une butte rocheuse de 90 m sur 35 m dominant une terrasse intermédiaire entre le château et le village formant basse-cour, toutes deux conservant une bonne part de leurs enceintes flanquées de tours cylindriques, dont quatre sont encore altières.
À l'extrémité nord du château haut se dresse, face au plateau le plus proche, un donjon carré du XIVe siècle couronné de mâchicoulis, et dont il ne subsiste que deux pans. Les logis étaient disposé le long des courtines. À noter la taille de certaines archères qui atteignent 2,50 m de haut.
Une vaste basse-cour complétait cet ensemble. Le bourg établi au pied du château fut doté également d'une enceinte complète, dont il reste de notables parties.

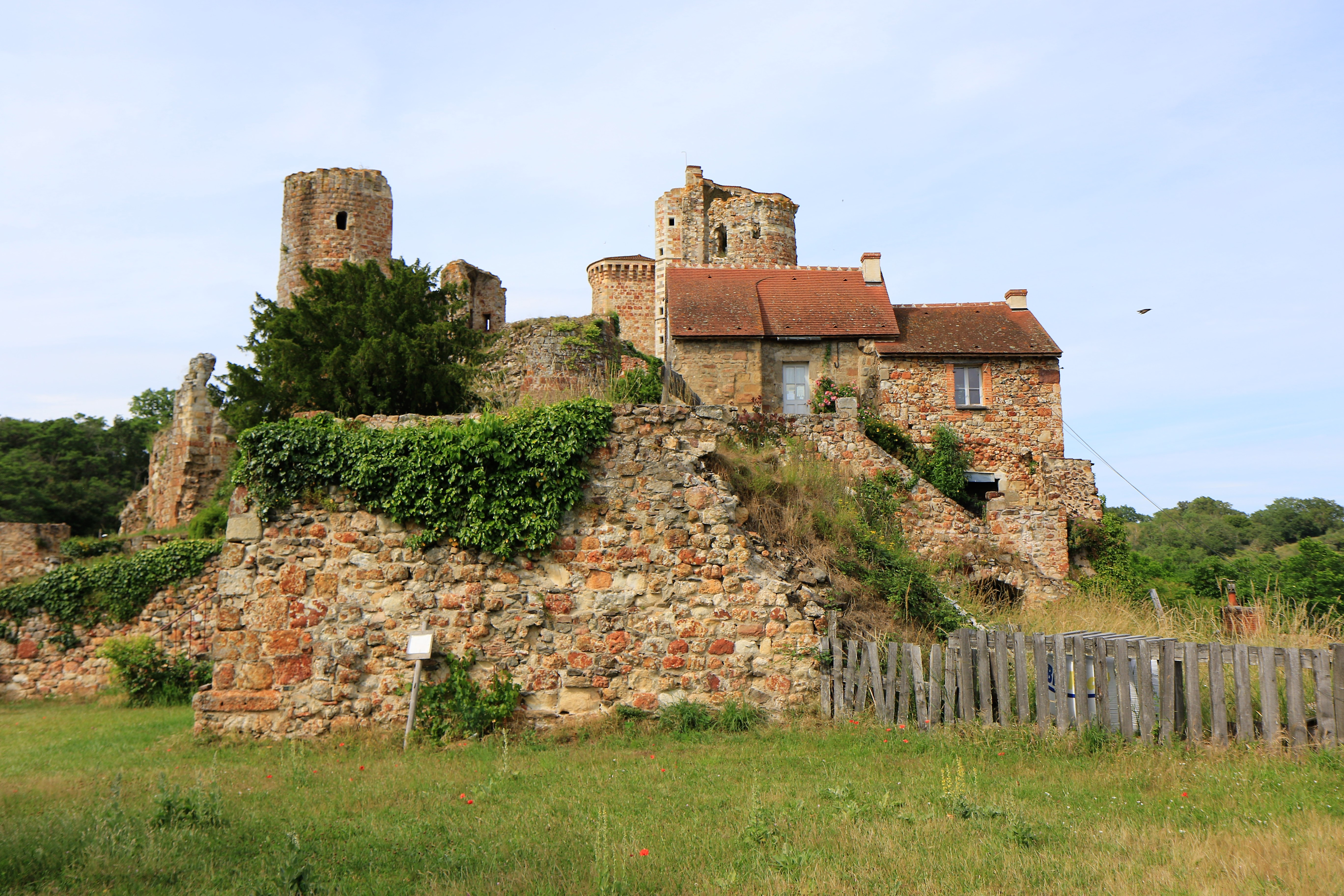
Vue générale et ancienne chapelle.
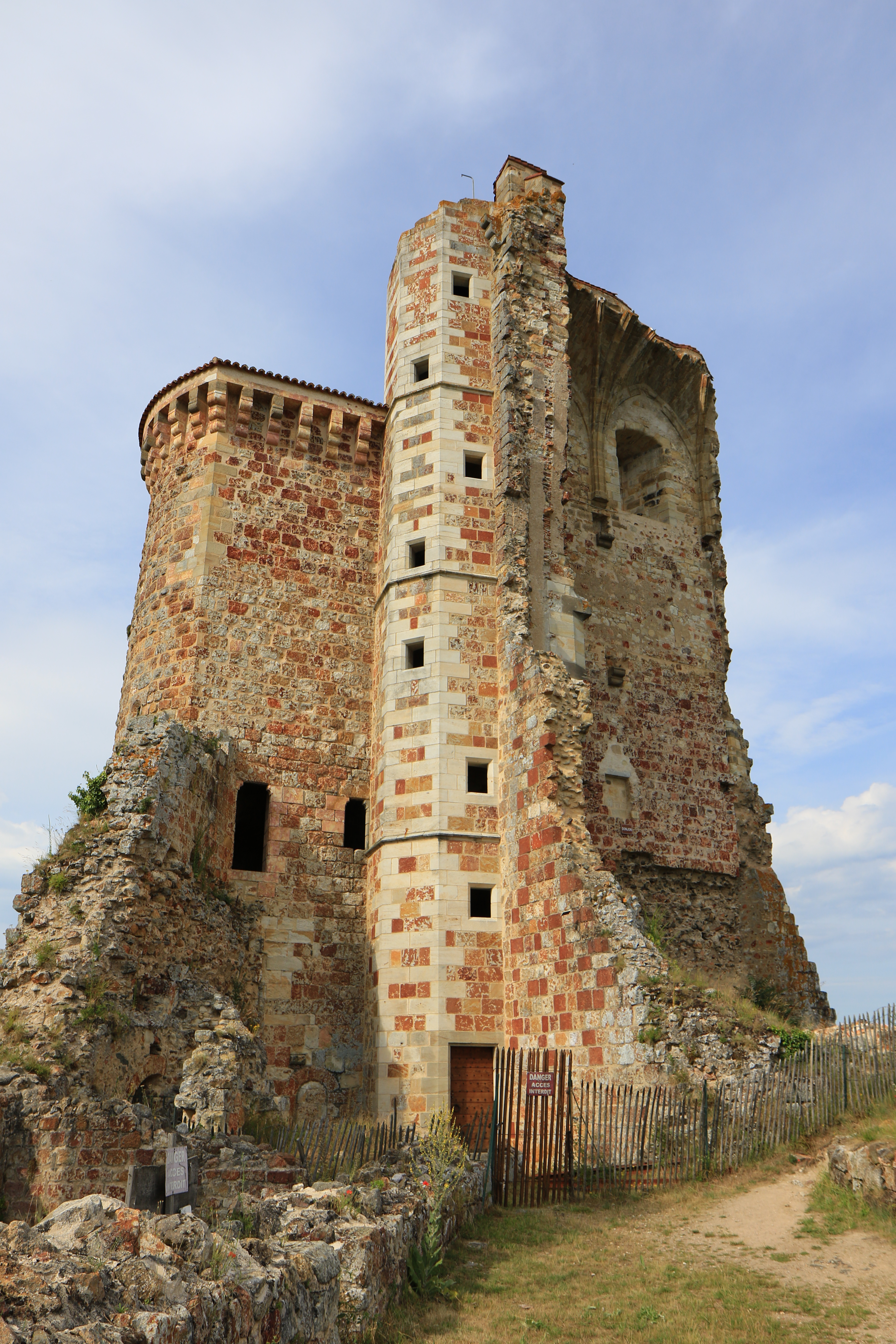
La tour Haute.
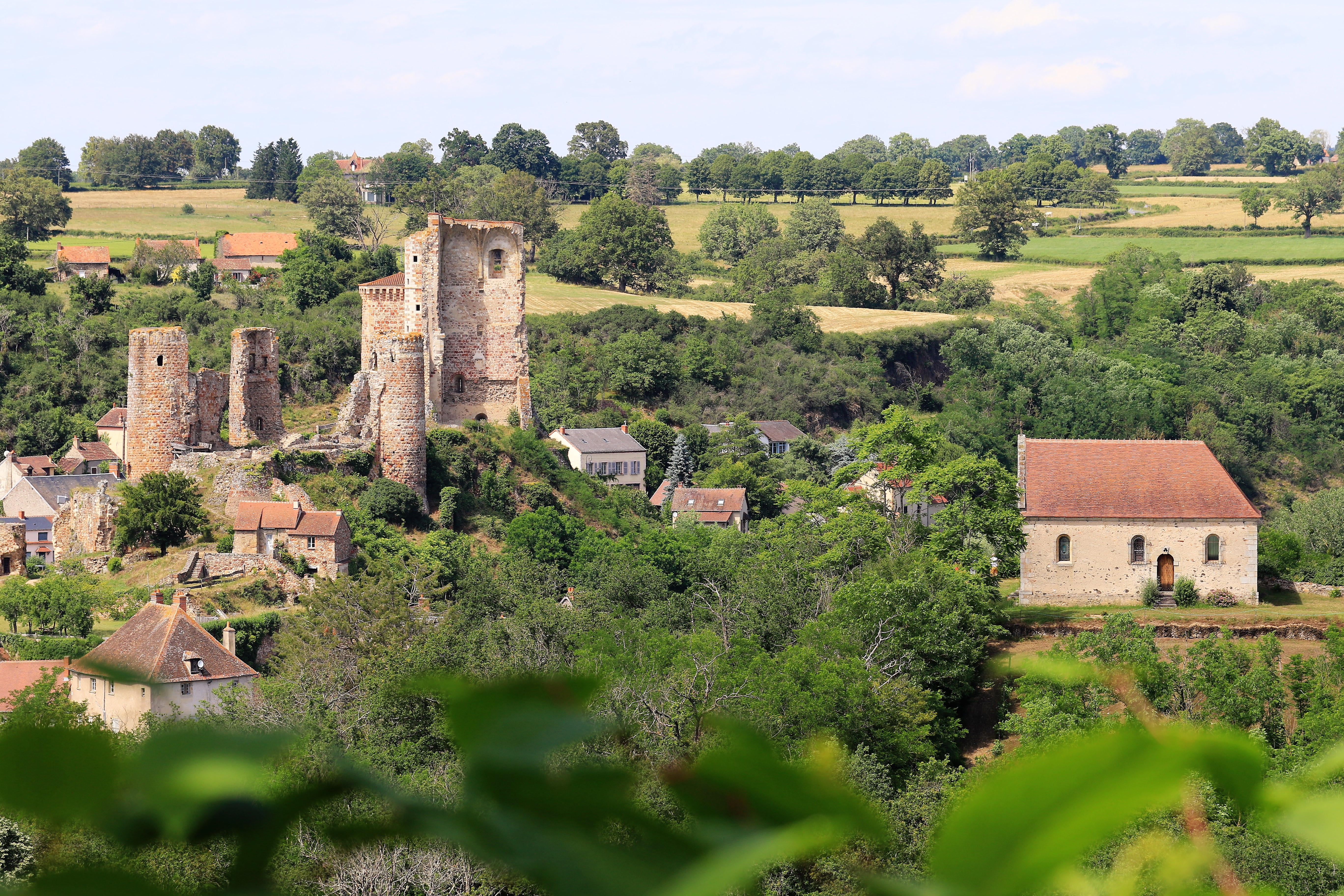
Vue générale et la chapelle du Calvaire à droite.
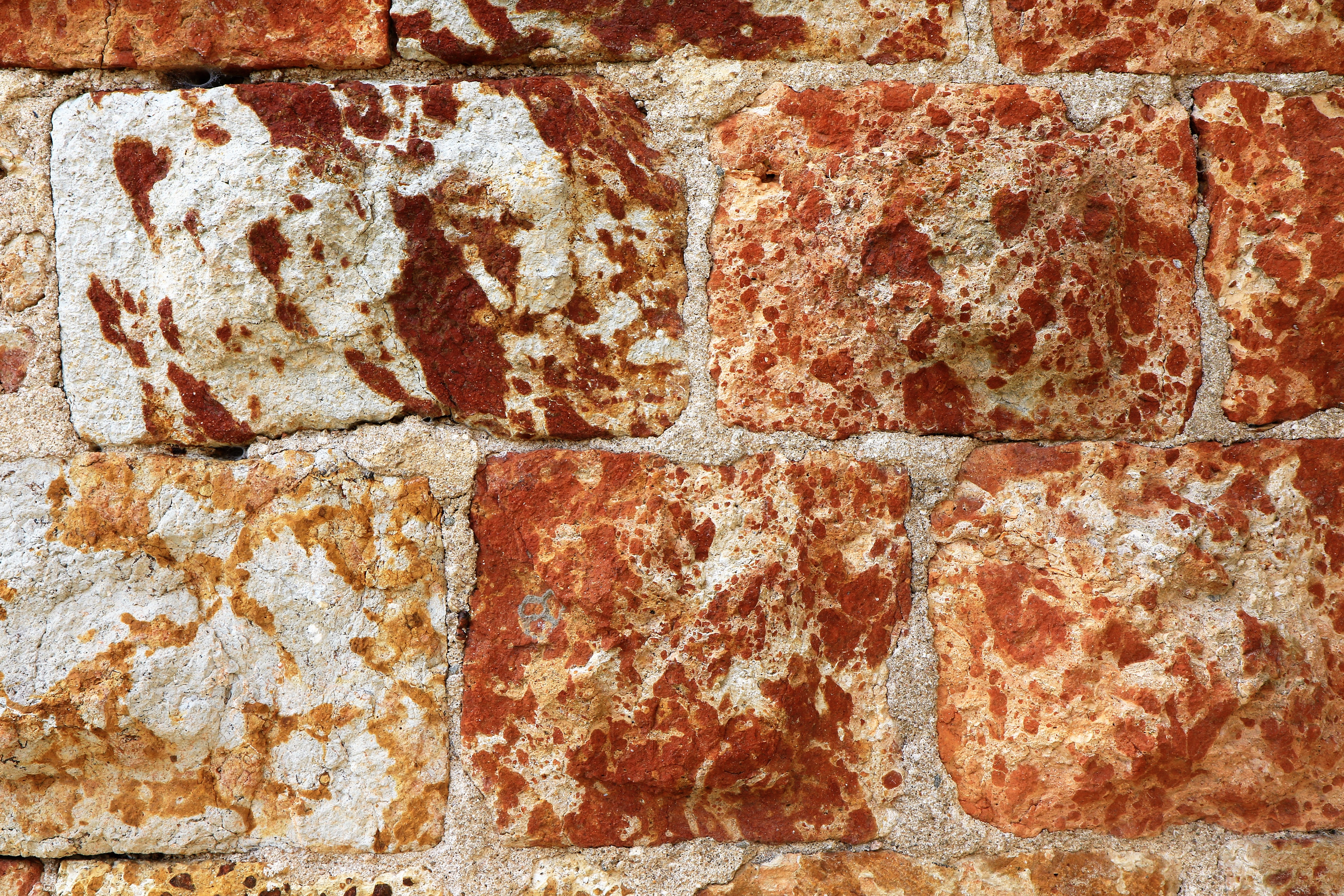
Détail d'une maçonnerie en grès ferrugineux.
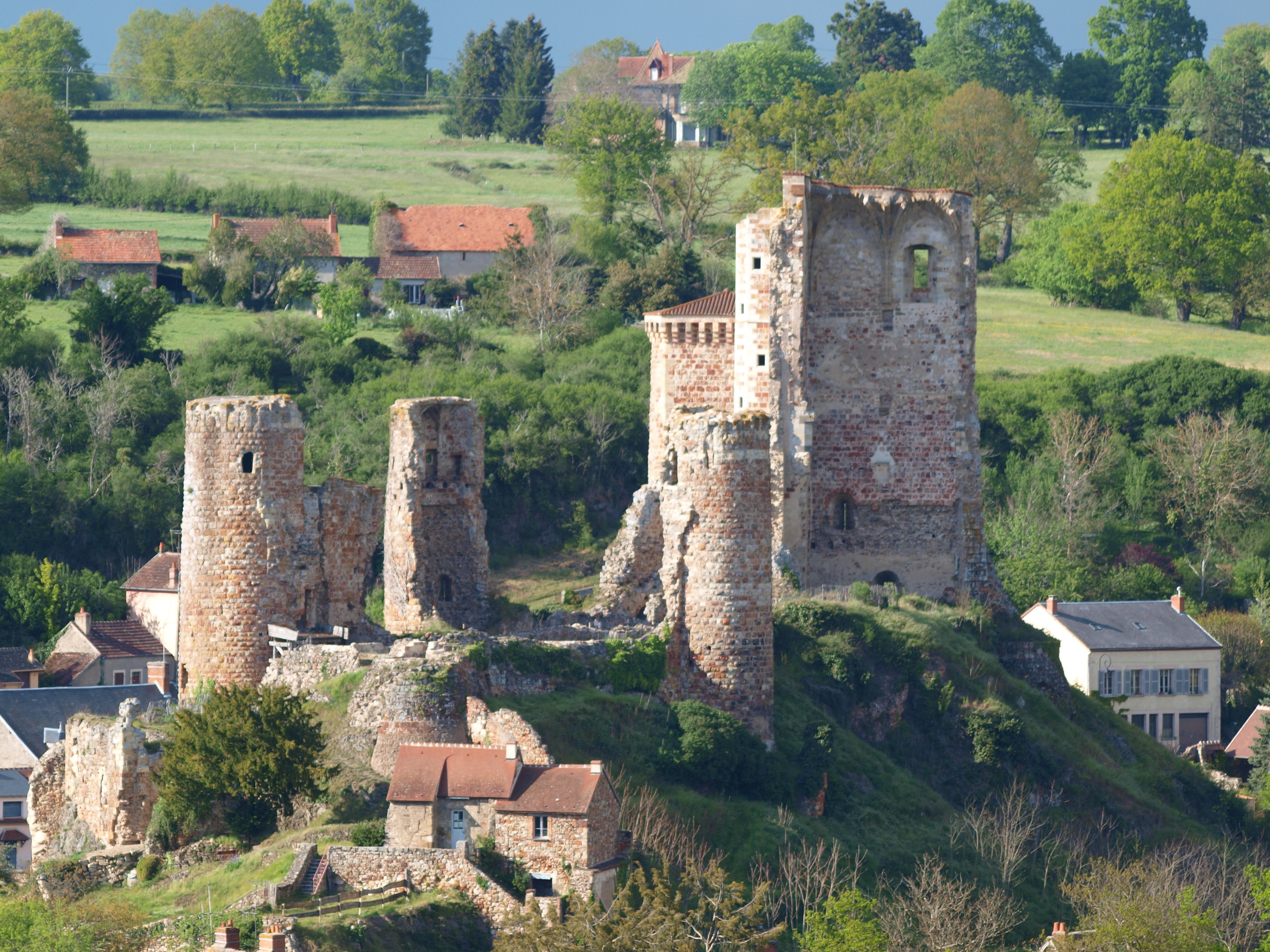
Depuis le point de vue dit « Bellevue ».

## Protection
Les ruines du château sont classées au titre des monuments historiques par arrêté du 16 décembre 1986.